# Distretto di Saykhunabad
Il distretto di Saykhunabad (usbeco Sayxunobod) è uno degli 8 distretti della Regione di Sirdaryo, in Uzbekistan. Il capoluogo è Saikhun.